# Mazindol
Mazindolul este un medicament cu efect anorexigen, fiind utilizat în tratamentul de scurtă durată al obezității. Calea de administrare disponibilă este cea orală.